# Torre del Mar

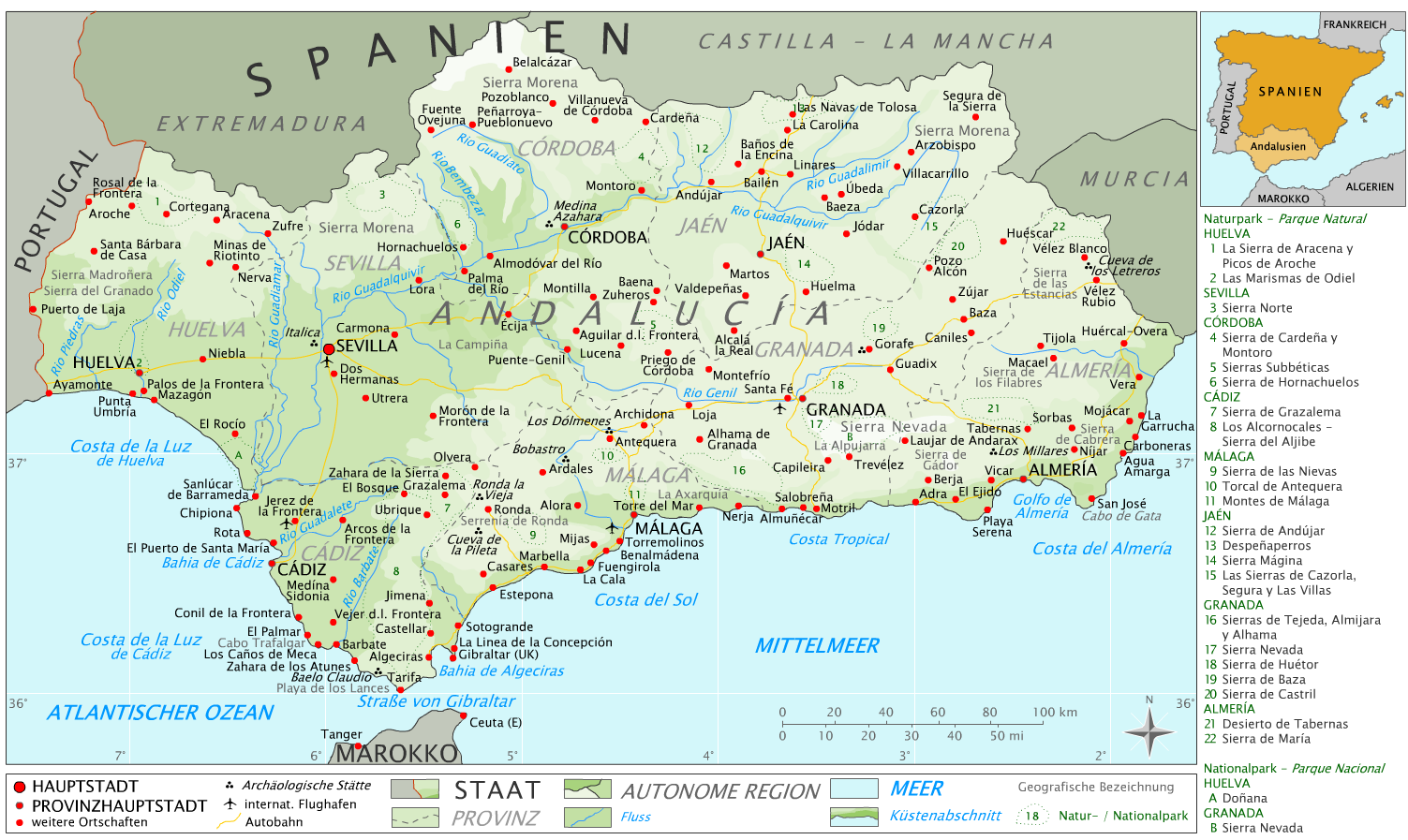
Karte von Andalusien und Lage in Spanien

Torre del Mar (dt.: Turm des Meeres) ist ein südspanischer Küstenort an der Costa del Sol, zwischen Málaga und Nerja, der politisch zur Stadt Vélez-Málaga gehört. Er liegt in der andalusischen Provinz Málaga, hat etwa 20.000 Einwohner und gilt als einer der wichtigsten Badeorte östlich der 28 Kilometer entfernten Provinzhauptstadt Málaga. Der heutige Name ist auf eine ehemals mächtige Festungsanlage mit hohem Aussichtsturm zurückzuführen. Die Bewohner nennen sich selbst „Torreños“.

## Geographie

An der Strandpromenade von Torre del Mar

Torre liegt in einer Küstenebene und ist von landwirtschaftlichen Feldern umgeben. Ursprünglich war der Hauptwirtschaftszweig der Stadt der Anbau von Zuckerrohr. Einige Fabriken und Turmschlote zeugen heute noch davon. Heutzutage werden aber Mangos, Avocados, Kiwis und weitere tropische Früchte angebaut. Wie sonst auch überall an der Costa del Sol ist heute der Hauptwirtschaftszweig in der Branche des Tourismus und im Dienstleistungssektor angesiedelt. In den Monaten Juli und August ist Hauptsaison und Torre ist Ziel für hauptsächlich inländische Touristen.
Im Osten befindet sich das Dorf Caleta de Vélez, das unter anderem über einen Fischer- und Sportshafen verfügt. Nördlich im Landesinneren befindet sich die Innenstadt Vélez-Málaga. Torre del Mar befindet sich in einer der am touristisch intensivsten genutzten Regionen Europas, der Costa del Sol.

### Gliederung
Torre del Mar gliedert sich in die fünf Ortsteile Viña-Málaga, El Faro, Paseo de Larios, El Tomillar und Las Malvinas.

### Klima
Torre del Mar verfügt dank seiner privilegierten Lage an der Costa del Sol über ein sehr gutes Klima in der subtropischen Zone mit milden Wintern und relativ heißen Sommern. Das zwar feuchte, aber niederschlagsarme Mittelmeerklima variiert in Temperaturen zwischen 12 °C im Winter und 40 °C im Sommer, und resultiert in einer jährlichen Durchschnittstemperatur von 18 °C.

## Geschichte
Die Gründung von Torre del Mar geht zurück bis zu den Phöniziern. In der Nähe hat man archäologische Stätten aus dem 8. Jahrhundert v. Chr. mit einem Hafen, Fischereien, Häusern und einer Nekropolis entdeckt. Die Römer errichteten an der Stelle des heutigen Torre del Mar eine militärische Befestigungsanlage, die später Namensgeber für den Ort, nämlich „Torre del Mar = Turm des Meeres“, werden sollte. Grund für den Festungsbau war die Lage an der Bucht, welche ein natürliches Hafenbecken darstellt und als solches auch jahrhundertelang genutzt wurde. Die einstige römische Befestigung wurde dann von den Mauren zu einer mächtigen Festung mit einem weit sichtbaren Beobachtungsturm, dem „Torre del Mar“, ausgebaut.
Zwischen dem 12. und 14. Jahrhundert hinterließen verschiedene maurische Autoren, wie Al-Idrisi oder Ibn Battuta, Hinweise auf die außerordentliche Bedeutung des Hafens „Mariyya Ballis“, wie der Ort zu jener Zeit noch hieß. Sie beschrieben, wie große Schiffe am Strand mit Mandeln und Feigen beladen wurden und sie in die damals bekannte Welt verschifften.
1487 endet die maurische Zeit in Torre del Mar mit der Eroberung durch die Katholischen Könige. Die Burg wird Ruiz López de Toledo übergeben, der jedoch zugunsten Vélez-Málaga, dem Ort, zu dem Torre del Mar heute noch gehört, verzichtet. Nach der maurischen Zeit begann die Festung allmählich zu verfallen, und so ermahnte Kaiser Karl V. (Carlos I. König von Spanien) im Jahr 1517 Vélez-Málaga, dass es alle Rechte an Torre del Mar verlieren würde, wenn es die Festung nicht in einen annehmbaren Zustand bringen würde.
Ausgebaut wurde die Festung jedoch erst 1730, 55 Jahre nachdem 1675 in Torre del Mar das Zollhaus der amerikanischen Handelskammer mit Sitz in Sevilla eingerichtet worden war, und der Handel mit den Kolonien in Übersee ausschließlich über Torre del Mar abgewickelt wurde. Die Küstenregion war bis zu jenem Zeitpunkt noch relativ unbesiedelt, denn bis dahin war das Bauen außerhalb der Befestigungsanlagen untersagt. Und so entstand erst jetzt, zu Beginn des 18. Jahrhunderts der eigentliche Ort Torre del Mar.
Einige Jahre zuvor, 1704, war Torre del Mar Schauplatz einer Seeschlacht. Ein Spanischer Erbfolgekrieg war der Grund für eine Schlacht, an der spanisch-französische und englisch-holländische Streitkräfte mit 145 Schiffen und insgesamt etwa 45.000 Mann Besatzung teilnahmen. Die Schlacht erlangte aufgrund ihres unentschiedenen Ausgangs jedoch trotz der für die Zeit großen Massen an Mensch und Material keine größere Bedeutung.
Insgesamt war das 18. Jahrhundert eine Blütezeit für Torre del Mar, denn bis 1795 behielt man die Monopolstellung im Handel mit den amerikanischen Kolonien. Ein Plan, den natürlichen Hafen auszubauen, wurde jedoch nicht umgesetzt, was vor allem an der Opposition Málagas gegenüber diesem Vorhaben lag. Die Burg wurde durch die Napoleonischen Kriege und ein Erdbeben fast vollständig zerstört, weshalb vom einst so mächtigen „Turm des Meeres“, der dem Ort seinen Namen gab, heute praktisch nichts geblieben ist. Die Ruine der Festung diente darüber hinaus als Steinbruch zur Errichtung von Häusern des Ortes, der nun den Zuckerrohrbauern als Zentrum diente.
Bereits 1797 war „El Ingénio Azucarero de Torre del Mar“, eine Zuckerfabrik, errichtet worden, und die Region um Torre del Mar, die schon seit langem ein Zuckeranbaugebiet war, erlebte nun einen neuen, heftigen, wenn auch kurzen Aufschwung. Die Zuckerherstellung verbrauchte große Mengen Holz, was zunächst zur Rodung der nahen Waldgebiete führte, und nachdem diese erschöpft waren und der Holzpreis in die Höhe geschnellt war, lohnte sich der Betrieb der Zuckerfabrik nicht mehr. Erst 1845 erhielt die Zuckerwirtschaft mit der Gründung einer Zuckergesellschaft der spanischen Produzenten wieder neuen Auftrieb. Dieser brachte aber vor allem für die größeren Bauern Vorteile, da nur sie den Anforderungen der Gesellschaft gerecht werden konnten.
In Torre del Mar nutzte ein Mann, Manuel Domingo Larios y Larios, dessen Name noch heute in ganz Südspanien allgegenwärtig ist, die Gunst der Stunde. Er errichtete eine neue Zuckerfabrik mit angeschlossener Schnapsbrennerei, deren Verwaltungsgebäude heute Torre del Mar als Sitz des Ortsbürgermeisters dient und beschäftigte bald an die 400 Arbeiter auf seinen Plantagen und in seiner Fabrik. Torre del Mar zählte damals weniger als 1000 Einwohner, und so arbeitete fast jeder im Ort für Larios. Diese Monopolstellung führte dazu, dass bis in die 1920er Jahre fast alle landwirtschaftlichen Betriebe in den Besitz von Larios übergingen.
Das zweite Aus des Zuckerbooms kam in den 1950er Jahren, als die Weltmarktpreise einbrachen und das Geschäft unwirtschaftlich wurde. Dennoch halten sich in der Region um Torre del Mar auch heute noch einige Zuckerrohrbauern. Fast nahtlos an den Zusammenbruch des Zuckerbooms schloss die touristische Erschließung Torre del Mars an, der Wirtschaftszweig, der bis heute für den Ort am wichtigsten ist.
Die Straßenbahn Vélez-Málaga verband von Oktober 2006 bis Juni 2012 Vélez-Málaga mit Torre del Mar.

### Politischer Konflikt
Formal ist die Stadt (noch) der südliche Stadtteil von Vélez-Málaga, Hauptstadt der andalusischen Region Axarquía und der Costa del Sol östlich von Málaga. Seit 1990 jedoch versucht der GIMPTM, die eigene Partei von Torre del Mar, die Unabhängigkeit von Vélez-Málaga zu erlangen und eine selbstständige Stadt zu werden. Torre del Mar macht momentan etwa ein Drittel der Einwohner von Vélez-Málaga aus.

## Sehenswertes

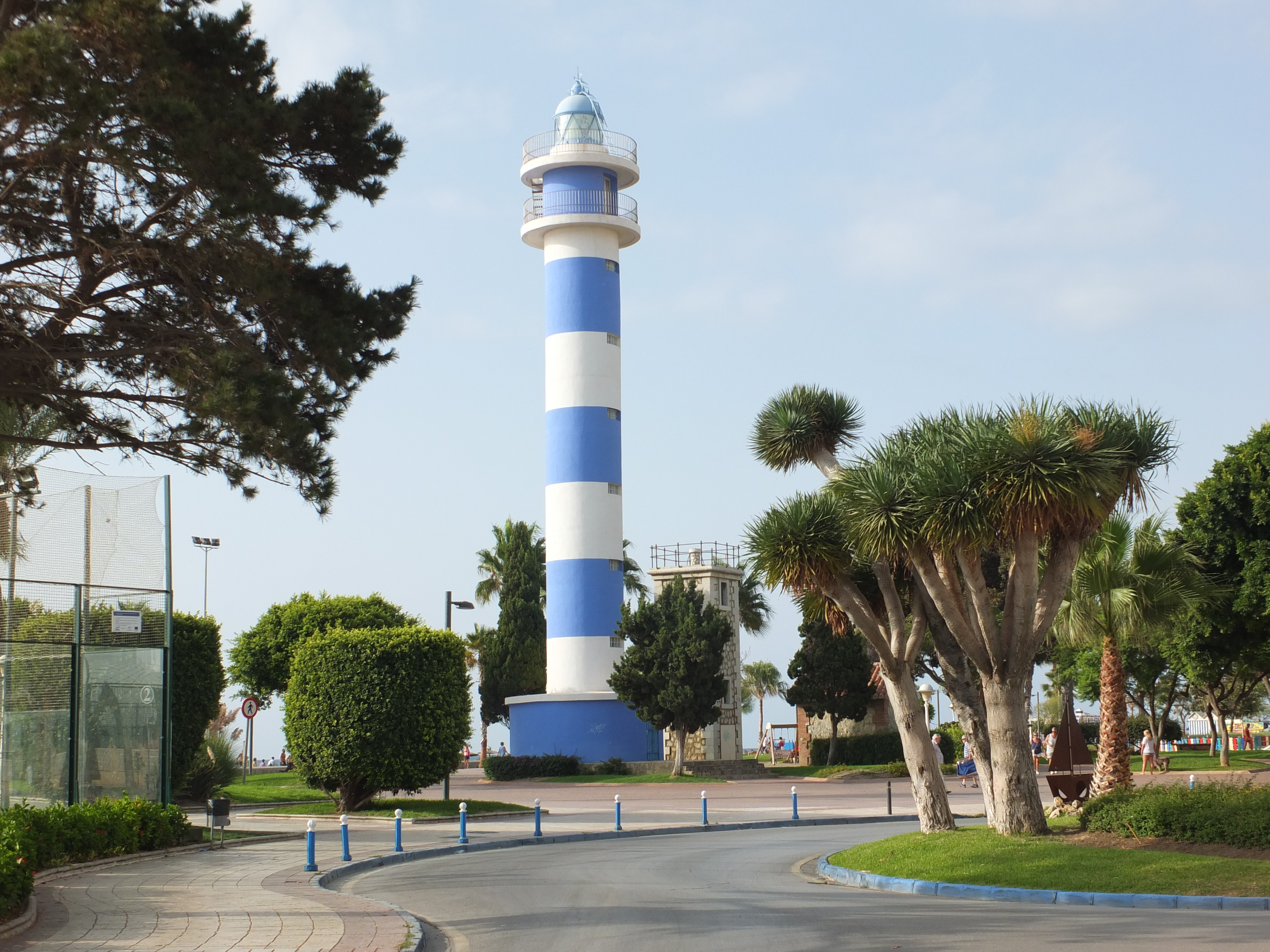
Der neue Leuchtturm von Torre del Mar.

Breite, kilometerlange Sand- und Kiesstrände säumen die Küsten und machen sie zu einem idealen Badeort, der sowohl von inländischen wie auch von ausländischen Gästen frequentiert wird. Entlang des Strandes verläuft die regional berühmte, mehrere Kilometer lange Strandpromenade von Torre del Mar (span.: Paseo marítimo de Torre del Mar), die schöne Aussichten sowohl auf das Mittelmeer, wie auch auf die mit weißen Dörfern gespickten Hügel und Berge im Hinterland der Axarquía ermöglicht. Die Strandpromenade ist unterteilt in einen westlichen und einen östlichen Teil, die passenderweise als Levante und Poniente bezeichnet werden.

## Freizeit
Torre verfügt über einen Erlebnis-Wasserpark, ein großes Einkaufszentrum mit Kino-Komplex und eine wunderschöne Promenade im Innern der Stadt, die Paseo de Larios. Torre del Mar beherbergt einige Bars und Restaurants, die sich hauptsächlich auf Fisch und Meeresfrüchte spezialisiert haben. Eine 500 Meter lange Linie von Bars, El Copo genannt, hat im Sommer täglich bis 4:00 Uhr morgens geöffnet. An der Strandpromenade entlang gibt es einen Sommernachtsmarkt, an dem unter anderem Handwerkskunst verkauft wird.

## Aktuell
Außerdem werden die zum Teil schon in Ruinen stehenden Zuckerfabriken restauriert und in Museen umgewandelt. Etliche Gebäude dieser längst aufgegebenen Industrie stehen in Torre del Mar unter Denkmalschutz.